# Hrádek u Podmok
Hrádek u Podmok (též Hrádek u Kozohlod) je zřícenina hradu stával v lesích mezi obcemi Podmoky a Kozohlody u Golčova Jeníkova v okrese Havlíčkův Brod. Jeho zbytky jsou chráněny jako kulturní památka České republiky.

## Historie
O hrádku u Podmok nemáme žádné historické písemné prameny, dokonce není znám ani jeho název. Na základě archeologických nálezů vznikl hrad na přelomu 13. a 14. století. Za zánikem hradu stál požár.
Hrádek pravděpodobně sloužil jako opěrný bod řádu německých rytířů, kteří sídlili v nedalekých Drobovicích. Ti vlastnili a kolonizovali celé okolí a v potoce pod hradem také rýžovali zlato.

## Stavební podoba
Jednalo se o malý jednodílný hrád postavený na skalnatém výběžku nad údolím Čáslavky. Na severní straně jej chránil šíjový příkop. O něco menší příkop s valem chránil také východní část hrádku. Opevnění bylo tvořeno obvodovou hradbou, v čelní části zesílené do podoby štítové zdi. Jedinou obytnou část představoval dvouprostorový palác u obvodové zdi na jižní, nejlépe chráněné straně hrádku.